# SCA Packaging
SCA Packaging este o companie suedeză producătoare de ambalaje de carton, înființată în 1929.
Pe lângă producția de ambalaje din carton, SCA Packaging produce și o gamă largă de produse din hârtie.
Mărcile care aparțin de brandul SCA sunt Zewa, Libero sau Libresse, pentru produsele din hârtie destinate igienei personale.
În anul 2005, compania avea 20.000 de angajați și 260 de fabrici în toată lumea.
În Europa, cota de piață a companiei era de 14%, cu afaceri de peste 3,3 miliarde euro în 2003.

## SCA Packaging în România
SCA Packaging a intrat pe piața românească în 2002, funcționând timp de doi ani ca centru logistic.
În anul 2004, compania a investit peste 2,2 milioane de euro într-o fabrică de carton ondulat la Timișoara.
Cifra de afaceri în 2003: 2,6 milioane euro